# Великий восток народов России
Великий восток народов России (ВВНР) — российская парамасонская организация начала XX века.

## История
Первые масонские ложи в России после их запрета в 1822 году вновь начали появляться в 1905 году. Эти первые ложи были основаны под эгидой Великого востока Франции. Они получили широкое распространение в стране. В этот период ложи Великого востока Франции относились к так называемому либеральному масонству. Как пишет Виктор Брачёв, в 1910 году от лож Великого востока Франции начали учреждаться ложи, которые вскоре составили основу новой организации, получившей в 1912 году название — Великий восток народов России (ВВНР).
Великий восток народов России был создан на учредительном съезде в Москве летом 1912 года. Характерным отличием лож ВВНР от лож ВВФ являлась отмена ряда обязательных пунктов в работе: упразднение степени подмастерья, упрощение ритуалов, написание политических программ вместо зодческих работ, обсуждение политических вопросов на собраниях, работа не «во имя Прогресса», как в ложах Великого востока Франции, а политическая активность в Государственной думе. Ложи Великого востока народов России, носившие название «масонские», таковыми не признавались другими масонскими организациями, а считались политическими кружками. Многих представителей ВВНР это непризнание масонами привело в будущем, когда они после Октябрьской революции 1917 года покинули Россию, к повторному прохождению ритуала масонского посвящения. Тем самым подтверждалось участие членов ВВНР в немасонской организации.
Великий восток народов России прекратил свою деятельность после Октябрьской революции 1917 года.

## Структура организации
Руководящим органом ВВНР был верховный совет, во главе которого стоял генеральный секретарь. Первым генеральным секретарями верховного совета ВВНР были; Н. В. Некрасов, с 1913 по 1914 годы — А. М. Колюбакин, далее на должность генерального секретаря вернулся Н. В. Некрасов, а начиная с конвента 1916 года — эсер А. Ф. Керенский. После того, как А. Ф. Керенский стал главой Временного правительства России, в июле 1917 года, должность генерального секретаря перешла к управляющему делами Временного правительства, меньшевику А. Я. Гальперну.
- Некрасов Н.В.
- Колюбакин А.М.
- Керенский А.Ф.

ВВНР объединял несколько десятков групп, которые сами члены ВВНР называли ложами. Численность каждой группы была приблизительно 5-30 человек. Ложи создавались по территориальному принципу. Также в ВВНР было несколько специальных лож: военная, литературная, думская ложа «Роза». Общее число членов лож ВВНР было около 400 человек.
Вот как описывал ВВНР Керенский:

Предложение о вступлении в масоны я получил в 1912 году, сразу же после избрания в IV Думу. После серьёзных размышлений я пришёл к выводу, что мои собственные цели совпадают с целями общества, и принял это предложение. Следует подчеркнуть, что общество, в которое я вступил, было не совсем обычной масонской организацией. Необычным прежде всего было то, что общество разорвало все связи с зарубежными организациями и допускало в свои ряды женщин. Далее, были ликвидированы сложный ритуал и масонская система степеней; была сохранена лишь непременная внутренняя дисциплина, гарантировавшая высокие моральные качества членов и их способность хранить тайну. Не велись никакие письменные отчёты, не составлялись списки членов ложи. Такое поддержание секретности не приводило к утечке информации о целях и структуре общества. Изучая в Гуверовском институте циркуляры департамента полиции, я не обнаружил в них никаких данных о существовании нашего общества, даже в тех двух циркулярах, которые касаются меня лично.— Керенский А. Ф. Россия на историческом повороте. Мемуары. М., 1993. С. 62-63.
.